# ヒジノワ
ヒジノワ（Hijinowa）とは栃木県芳賀郡益子町にある地域コミュニティーグループである
。
2009年（平成21年）から益子町で開催されている町おこしアートイベント「土祭（ひじさい）」がきっかけとして生まれた。
「ヒジノワ cafe＆space」を拠点としている。

## 概要
2009年（平成21年）秋、益子町の「町おこし」アートイベントとして「土祭」が初めて開催された。
そして「土祭」に関わった有志たちがボランティアで、「土祭」で繋がった人たちの連携を生かすためのコミュニティーグループ「ヒジノワ」を立ち上げた。
30歳前後を中心に20代から60代とメンバーの年代幅広く、職業も陶芸家や工芸作家を中心として、プランニングディレクターや建築家、農家や公務員、そしてプログラマーなど様々な職業の人たちが参加している。
2009年（平成21年）の「土祭」で行われた「栃木緑建築プロジェクト」により現代アート展示会場としてリノベーションした築100年にも及ぶ古民家を「また空き家に戻すのはもったいない」という考えに基づいて受け継いで開いた「ヒジノワ cafe＆space」を主な活動の場としている。
「ヒジノワ」に登録したメンバー「ヒジノワ」メンバーが交代で店主となって定期的に開店する「コミュニティ・カフェ」や、益子町周辺産の有機野菜を販売するマーケットやフリーマーケット。そして併設されているギャラリーでの展覧会や音楽ライブイベントや映画上映会など、様々なアートイベントを開き、「益子陶器市」には留まらない、益子に観光で訪れた人たちや地元の人たちの交流の場と、「益子らしいライフスタイル」を創り出し紹介する活動を行っている。
そして2012年（平成24年）以降の「土祭」開催のたびに主要会場となった。
2018年（平成30年）には改修工事を行い、2階をシェアオフィスに、そして1階もコワーキングスペースとして利用出来るようにし、益子町の更なる地域創世活動を促した。
2022年（令和4年）11月には、台湾北部にある木工が盛んであり工芸による地域振興をはかっている桃園市大渓区との民間の姉妹都市協定を結びアートイベントを開くなど、活動は幅広くなっている。

## 参考資料
- D&DEPARTMENT PROJECT編集部『d design travel TOCHIGI』D&DEPARTMENT PROJECT〈d design travel, 6〉、2011年9月5日、100-107,132-133,184頁。ISBN 9784903097060。 NCID BB06874903。国立国会図書館サーチ：R100000001-I27210012373275。

：2009年の「土祭」でアーティスト・仲田智により制作され、現在も「ヒジノワ cafe＆space」に設置されている益子焼のテストピースによる陶壁「ヒカリの鱗」が表紙に使われている。
- 『SAKUTTO（サクット）とちぎのてくてくカフェ散歩』下野新聞社、2012年11月4日、43頁。ISBN 9784882864967。
- 散歩の達人MOOK編集部 編『日光 那須 益子　栃木の街さんぽ＆温泉』株式会社交通出版社〈散歩の達人MOOK M8〉、2014年4月16日、51頁。ISBN 9784330444147。
- 益子町 編『土祭 2009-2015』有限会社 里文出版、2016年3月30日、198-199頁。ISBN 9784898064399。
- 『ｔｗｉｎ（月刊ツイン）32巻4号（353）2018年4月号「益子のタナゴコロ」「益子に出かける、その理由。」』株式会社ツインズ、2018年3月25日、15頁。栃木県立図書館検索結果。

### 「ヒジノワ」関連
- ヒジノワ タケ部 (@hijinowa_takebu) - Instagram

「ヒジノワ」メンバーが中心となり、益子町の竹林整備を行っているグループ。